# Mount Agamemnon, Antarktis
Mount Agamemnon är ett berg i Antarktis. Det ligger i Västantarktis. Argentina, Chile och Storbritannien gör anspråk på området. Toppen på Mount Agamemnon är 2 575 meter över havet.
Terrängen runt Mount Agamemnon är bergig norrut, men kuperad i sydlig riktning. Trakten är obefolkad utan några samhällen i närheten. 